# Pistolet Astra 800
Astra 800 – hiszpański pistolet samopowtarzalny, głęboko zmodernizowana wersja pistoletu Astra 600.
W latach 40. Astra opracowała na zamówienia władz III Rzeszy pistolet Astra 600, czyli wersję pistoletu Astra 400 kalibru 9 mm Parabellum. Do 1944 roku do Niemiec wyeksportowano ponad 10 000 tych pistoletów. Po wojnie produkcję pistoletu Astra 400 zakończono z powodu nasycenia rynku dużą ilością pistoletów kalibru 9 mm pochodzącą z demobilu.
Duże powodzenie jakie osiągnął na rynku amerykańskim pistolet Astra 4000 i rosnąca popularność naboju 9 mm Parabellum w USA spowodował rozpoczęcie prac nad nowym pistoletem tego kalibru. Nowa broń była głęboką modyfikacją Astry 600. Pistolet wyposażono w udogodnienia zastosowane wcześniej w Astrze 4000 (chwyt o bardziej ergonomicznym kształcie, kurek wyposażony w ostrogę, zatrzask magazynka z boku chwytu).
Pistolet był sprzedawany jako Astra 800 (w Europie) i Astra Condor (w USA). Produkcję Astry 800 zakończono w 1969 roku.

## Opis
Astra 800 była bronią samopowtarzalną. Zasada działania oparta na odrzucie zamka swobodnego.
Astra 800 była zasilany ze wymiennego, jednorzędowego magazynka pudełkowego o pojemności 8 naboi, umieszczonego w chwycie. Zatrzask magazynka znajdował się w dolnej części lewej okładki chwytu.
Lufa gwintowana.
Przyrządy celownicze mechaniczne, stałe (muszka i szczerbinka).